# The Lazarus Man
The Lazarus Man es una serie de televisión  estadounidense de género western producida por Castle Rock Entertainment y Ogiens/Kane Company para TNT que se emitió por primera vez el 20 de enero de 1996 y finalizó el 9 de noviembre de 1996.

## Trama
En Texas después de la guerra civil estadounidense. Un amnésico sale a duras penas de una tumba poco profunda vistiendo un uniforme confederado y portando un revólver del ejército estadounidense . Lo atormenta el recuerdo de haber sido atacado por un hombre que llevaba un bombín. Se propone descubrir su verdadera identidad y la razón por la cual fue enterrado vivo.
Cerca del final de la serie, se revela que Lazarus es James Cathcart, un capitán del ejército de los EE. UU. Y miembro del destacamento de guardaespaldas personal del presidente Abraham Lincoln . El recuerdo que lo atormenta es de la noche del 14 de abril de 1865, cuando le dispararon a Lincoln en el Teatro Ford . Cathcart, al darse cuenta de que el presidente estaba en peligro, corrió para detener al asesino, pero fue atacado por su superior, el traidor mayor Talley, que quería ver muerto a Lincoln.

## Cancelación y demanda
La primera temporada de la serie funcionó lo suficientemente bien como para garantizar que TNT ordenara una segunda temporada. Sin embargo, la productora de la serie, Castle Rock Entertainment, canceló la serie después de que a Urich le diagnosticaran sarcoma de células sinoviales en julio de 1996. Urich más tarde demandó a Castle Rock por incumplimiento de contrato . En la demanda, Urich sostuvo que, aunque se sometía a tratamientos contra el cáncer, nunca le informó a Castle Rock que no podría actuar en la serie. Castle Rock decidió cancelar la serie de todos modos y no le pagó a Urich los 1,47 millones de dólares que le iban a pagar por una segunda temporada.

## Medios domésticos
El 13 de febrero de 2018, The Lazarus Man: The Complete Series fue lanzado en DVD en la Región 1 por Warner Bros. Home Entertainment a través de Warner Archive Collection . Esta es una versión de Fabricación bajo demanda (MOD) disponible a través de WBShop.com y Amazon.com. Los episodios aparecen fuera de orden cronológico en los DVD.